# Novembre 2013 en sport
Pour un article plus général, voir 2013 en sport.
Cette page concerne l'actualité sportive du mois de novembre 2013

## Faits marquants

### Samedi2 novembre
- Rugby à XIII : la France est battue par la Nouvelle-Zélande 0-48 pour le compte de la Coupe du monde 2013[2].
- Rugby à XV : lors de la première journée de test matchs, la Nouvelle-Zélande bat très largement le Japon sur le score de 54 à 6, avec huit essais marqués[3]. Dans l'autre rencontre, l'Angleterre domine l'Australie sur le score de 20 à 13[4].

- Football : Asmir Begović, gardien de Stoke City, inscrit un but après douze secondes de jeu face à Southampton. Ce qui fait du but le plus rapide pour un gardien de but.